# Михнівський заказник

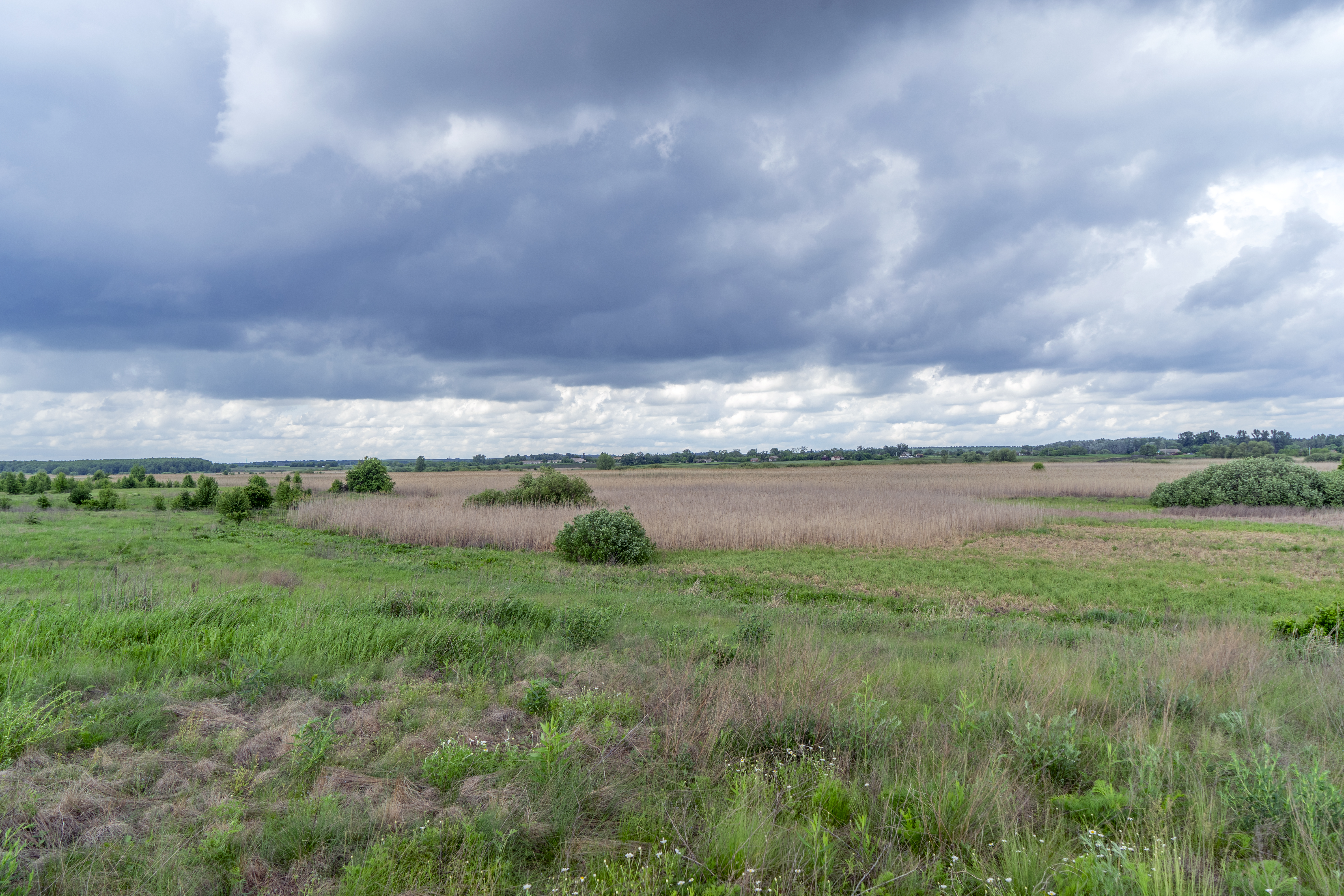

Михні́вський зака́зник — орнітологічний заказник загальнодержавного значення в Україні. Розташований у межах Решетилівського району Полтавської області, між селами Михнівка та Капустяни, що на південний захід від смт Решетилівки. 
Площа 450 га. Статус присвоєно згідно з Постановою РМ УРСР від 25.02.1980 року № 132. Перебуває у віданні: М'якеньківська сільська рада — 270 га, Шевченківська сільська рада — 180 га. 
Охороняється болотний масив у заплаві річки Говтви, що є місцем гніздування багатьох видів водоплавних і водоболотних птахів, серед яких різні види качок, кулик, чапля. Трапляється журавель сірий, занесений до Червоної книги України. Заказник є місцем відпочинку перелітних птахів під час сезонних міграцій. 
Рослинність представлена лучними та болотними угрупованнями, характерними для боліт лісостепової зони. Тут переважають очерет, осока, рогіз широколистий, лепеха звичайна, півники болотні, лепешняк великий.

## Джерела

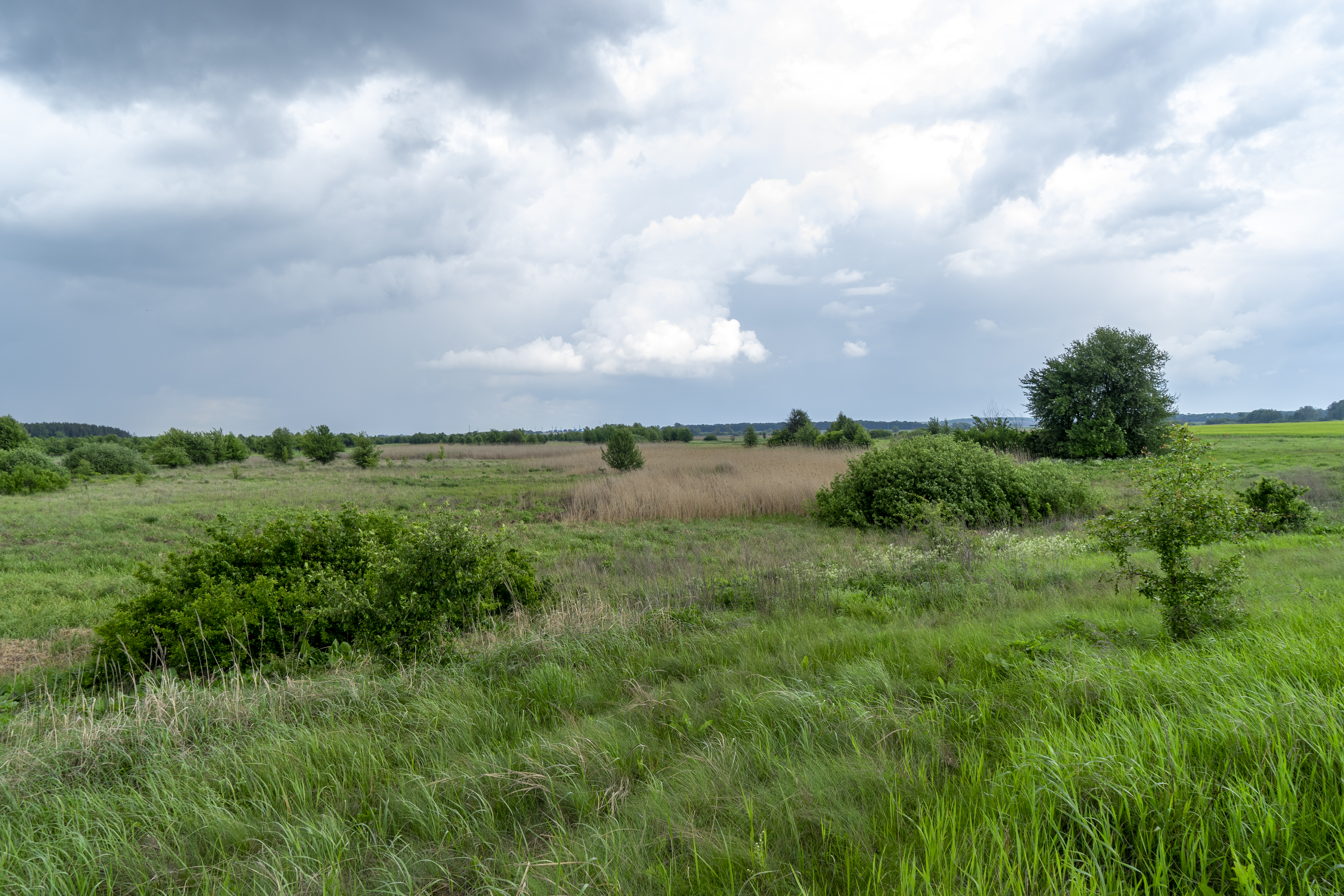